# シンガポール・スリンガーズ
シンガポール・スリンガーズ（Singapore Slingers）は、ASEANバスケットボールリーグに所属するプロバスケットボールチームである。2009年より ジョブストリートのスポンサーによりジョブストリート・ドット・コム・シンガポール・スリンガーズ （JobStreet.com Singapore Slingers）として活動している。
本拠地はシンガポールのシンガポール体育館。

## 歴史
1979年のNBL発足時にオーストラリアのキャンベラにてキャンベラ・キャノンズとして結成。1983、1984、1988年にリーグ優勝を果たす。
2003年にニューカッスルへ移転し、ハンター・パイレーツに改称。
2006年にシンガポールへ移転し現チーム名に改称。ニュージーランド・ブレイカーズに続き2チーム目の国外チームとなる。ただしニューカッスルでも引き続きホームゲームを行う。
2008年7月29日、NBLを脱退。2008-09シーズンは「スリンガーズ・チャレンジ・シリーズ」と題して東南アジア及び豪州のチームを招待してのトーナメントを開催した。
2009年より発足される「ASEANバスケットボールリーグ」へ参加。